# Harvey Winfield Brown

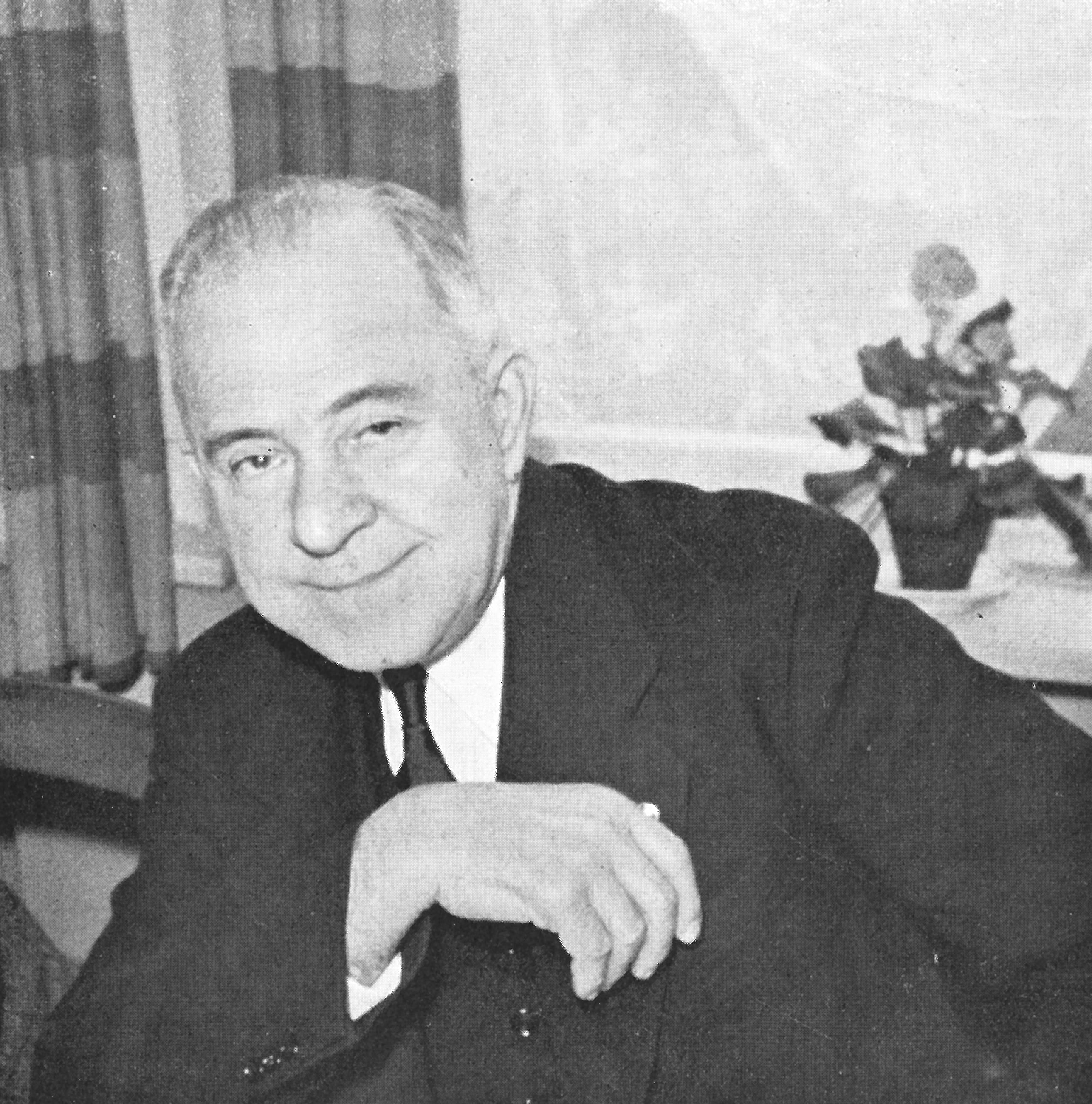
Harvey W. Brown bei einer Besprechung zum Sonderprogramm "10.000 Flüchtlingswohnungen" in Schleswig-Holstein 1949

Harvey Winfield Brown (* 28. Oktober 1883 in Dow, Schuylkill County, Pennsylvania; † 4. September 1956) war ein US-amerikanischer Gewerkschaftsfunktionär und Politiker. Als Direktor des Amtes für Arbeitsfragen im US-Hochkommissariat für Deutschland  war er von 1949 bis 1952 wesentlich am politischen und wirtschaftlichen Wiederaufbau Nachkriegsdeutschlands beteiligt. Er initiierte (unter anderem) zusammen mit Hans Böckler das ERP-Sonderprogramm „10.000 Flüchtlingswohnungen“ in Schleswig-Holstein.

## Leben und Wirken
Brown begann im Jahr 1900 als Auszubildender den Maschinistenberuf zu erlernen. Seit dem Jahre 1902 war er im Maschinistenberuf tätig. Er wurde im Jahr 1905 Mitglied der IAM – International Association of Machinists (Internationaler Maschinisten-Verband). Von 1911 bis 1916 war Brown Geschäftsführender Repräsentant der IAM in den Kohlendistrikten von Pennsylvania und Newark (Ohio) und wurde im Jahre 1921 Vizepräsident der IAM mit Sitz in Cleveland (Ohio).
Im Jahre 1934 wurde Brown dem Hauptvorstand des IAM in Washington zugeteilt und im Jahre 1938 zum amtierenden Präsidenten und im Jahre 1939, nach dem Ausscheiden des langjährigen Präsidenten Arthur Wharton zum ordentlichen Präsidenten der International Association of Machinists gewählt. Während seiner Amtszeit bis 1948 veränderte sich die Gewerkschaft von einer reinen Vertretung der Eisenbahnbeschäftigten hin zu einer Industriegewerkschaft, die auch die Mitarbeiter der Luftfahrtindustrie vertritt.
Seit dem Jahre 1938 war Harvey W. Brown ebenfalls Direktor der Union Labor Life Insurance Co., der Lebensversicherung für Gewerkschaftsmitglieder.
Im Juli des Jahres 1949 berief der neuernannte amerikanische Hochkommissar in Deutschland, John Jay McCloy, Brown als Berater in sein "Kabinett" und ernannte ihn zum Direktor des Amtes für Arbeitsfragen, das er bis 1952 innehatte.